# 沃克氏銼口象鼻魚
沃克氏銼口象鼻魚，為輻鰭魚綱骨舌魚目象鼻魚科的其中一種。

## 分布
本魚分布於非洲加彭奧克維河流域。

## 特徵
本魚體狹長而側扁，吻圓鈍，體色為紅褐色及鐵鏽色，側線明顯，尾柄細長，尾鰭叉形，上下葉邊緣圓滑，背鰭及臀鰭相對稱，並靠近尾柄，魚鰭透明，棲息於水底，具有發電器官，用來偵測獵物，體長可達8.7公分。

## 外部連結
- Froese, R. & Pauly, D. (eds.) (2011). Stomatorhinus walkeri. FishBase. Version 2011-12.